# Aérodrome de Rumbek
L'aérodrome de Rumbek (code IATA : RBX • code OACI : HSMK) est un aéroport du Soudan du Sud, près de Rumbek. L'aéroport est desservi par plusieurs compagnies aériennes nationales et par plusieurs compagnies de charters.

## Compagnies aériennes et destinations
| Compagnies            | Destinations |
| --------------------- | ------------ |
| Golden Wings Aviation | Djouba       |

Actualisé le 08/10/2023